# LVMH
LVMH Moët Hennessy Louis Vuitton (francès: [moɛt‿ɛnɛsi lwi vɥitɔ̃]) comunament coneguda com LVMH, és un holding i conglomerat multinacional francès especialitzat en articles de luxe, amb seu a París. L'empresa es va formar el 1987 mitjançant la fusió de la casa de moda Louis Vuitton (fundada el 1854) amb Moët Hennessy, que es va crear després de la fusió el 1971 entre el productor de xampany Moët & Chandon (fundat el 1743) i el productor de conyac Hennessy (fundat el 1765). El 2023, amb una valoració de 500.000 milions de dòlars (460.000 M€), LVMH es va convertir en l'empresa més valuosa d'Europa.
LVMH controla unes 60 filials que gestionen 75 marques de prestigi. Entre elles hi ha Tiffany & Co, Christian Dior, Fendi, Givenchy, Marc Jacobs, Stella McCartney, Loewe, Lloro Piana, Kenzo, Celine, Sephora, Princess Yachts, TAG Heuer i Bulgari. Les filials es gestionen sovint de forma independent, sota el paraigua de sis branques: Grup de Moda, Vins i Licors, Perfums i Cosmètics, Rellotgeria i Joieria, Distribució Selectiva i Altres Activitats. La més antiga de les marques de LVMH és el productor de vi Château d'Yquem, els orígens del qual es remunten a 1593. Bernard Arnault és el President i Director General de LVMH.

## Història
Als anys 80, l'inversor francès Bernard Arnault va tenir la idea de crear un grup de marques de luxe. Va treballar amb Alain Chevalier, Conseller Delegat de Moët Hennessy, i Henry Racamier, President de Louis Vuitton, per formar LVMH. La seva reeixida integració de diverses marques aspiracionals famoses en un únic grup va inspirar altres empreses de luxe a fer el mateix. Així, el conglomerat francès Kering i el suís Richemont també han creat carteres ampliades de marques de luxe LVMH forma part de l'índex borsari Euro Stoxx 50.
Make Up For Ever es va fundar el 1984 i va ser adquirida per LVMH el 1999.
El 7 de març del 2011, LVMH va anunciar l'adquisició del 50,4% de les accions de propietat familiar de la joieria italiana Bulgari i la intenció de fer una oferta pública d'adquisició per la resta, que era de propietat pública. La transacció va rondar els 5.200 milions de dòlars.
Per al 2012, LVMH va establir LCapitalAsia, una continuació del seu braç de capital privat, centrat a Àsia. El 2012, el creixement de les vendes de LVMH "va disminuir al voltant d'un 10% respecte a la taxa de creixement del 2011", i a principis del 2013 LVMH va expressar que "deixaria d'obrir botigues a ciutats de segon i tercer nivell a la Xina continental". Xue Shengwen, investigador principal de ChinaVenture, va dir que la tendència en desenvolupament dels joves és aprofitar preus més acceptables.

## Subsidiàries
Una llista parcial, que inclou algunes de les marques i filials més conegudes de LVMH:
| Vins i licors - Ao Yun - Ardbeg - Belvedere - Bodega Numanthia - Cape Mentelle - Chandon - Château d'Esclans - Château Cheval Blanc - Château d'Yquem - Cheval des Andes - Clos des Lambrays - Cloudy Bay - Colgin Cellars - Dom Pérignon - Glenmorangie - Hennessy - Krug - Mercier - Moët & Chandon - Newton Vineyard - Ruinart - Terrazas de los Andes - Veuve Clicquot - Volcan de mi Tierra - Woodinville | Moda i articles de cuir - Berluti - Birkenstock - Celine - Christian Dior - Emilio Pucci - Fendi - Givenchy - JW Anderson - Kenzo - Loewe - Loro Piana - Louis Vuitton - Marc Jacobs - Moynat - Off-White - Patou - Phoebe Philo - Rimowa - Stella McCartney | Perfums i cosmètics - Acqua di Parma - Benefit Cosmetics - BITE Beauty - Cha Ling - Fenty Beauty by Rihanna - Fresh Beauty - Parfums Givenchy - Guerlain - Kenzo Parfums - KVD Vegan Beauty - Maison Francis Kurkdjian - Make Up For Ever - Marc Jacobs Beauty - Officine Universelle Buly - Ole Henriksen - Parfums Christian Dior - Perfumes Loewe - Sephora | Rellotges i joieria - Bulgari - Chaumet - Daniel Roth - Fred - Hublot - Gerald Genta - Repossi - TAG Heuer - Tiffany & Co. - Zenith | Minoristes selectes - DFS - La Grande Epicerie - La Samaritaine - Le Bon Marché - Starboard Cruise Services Altres activitats - Belmond - Maisons Cheval Blanc - Connaissance des Arts - Cova - Investir - Jardin d'Acclimatation - Le Parisien - Les Echos - Radio Classique - Royal Van Lent |